# Brad Penny
Bradley Wayne Penny, né le 24 mai 1978 à Blackwell (États-Unis), est un ancien lanceur droitier de baseball.
Il évolue 14 saisons en Ligue majeure de baseball, de 2000 à 2012, puis quelques matchs en 2014. Brad Penny a remporté la Série mondiale 2003 avec les Marlins de la Floride, méritant la victoire dans le premier et le cinquième match de la finale. Il compte deux sélections pour le match des étoiles de la Ligue majeure de baseball, en 2006 et 2007. 

## Biographie
Après des études secondaires au lycée de Broken Arrow dans son Oklahoma natal, Brad Penny est drafté le 4 juin 1996 par les Diamondbacks de l'Arizona.
Encore joueur de Ligues mineures, il est transféré le 8 juillet 1999 au Marlins de la Floride à l'occasion d'un échange impliquant plusieurs joueurs. Penny fait ses débuts en Ligue majeure avec les Marlins le 7 avril 2000.
Penny participe activement à la belle saison 2003 des Marlins qui s'achève en victoire en Série mondiale. 
Penny est échangé aux Dodgers de Los Angeles le 30 juillet 2004. Il honore deux sélections au Match des étoiles (2006 et 2007) pendant son séjour sous les couleurs des Dodgers. Il devient agent libre après la saison 2008.
Le 9 janvier 2009, Penny signe un contrat d'un avec les Red Sox de Boston. Libéré à la fin août après avoir perdu 8 décisions sur 15 en 24 départs avec Boston, pour qui il présente une moyenne de points mérités élevée à 5,61, il signe presque immédiatement avec les Giants de San Francisco. Il termine l'année avec 4 victoires, une seule défaite et une moyenne de 2,59 en 6 départs pour les Giants.
En décembre 2009, Penny est agent libre et conclut une entente d'un an avec les Cardinals de Saint-Louis. Il effectue neuf départs pour les Cards en 2010, présentant une fiche de 3-4 et une moyenne de points mérités de 3,23. Sa saison prend fin lorsqu'il est placé le 22 mai sur la liste des joueurs blessés pour des maux de dos.
En janvier 2011, Penny signe un contrat d'une saison avec les Tigers de Detroit. En 31 départs pour eux, il remporte 11 victoires et subit 11 défaites avec une moyenne de points mérités de 5,30. Retiré de la rotation de lanceurs partants des Tigers lors des séries éliminatoires, il ne fait qu'une seule apparition en parties d'après-saison et donne cinq points mérités en seulement une manche et deux tiers lancées dans le 6e et dernier match de Série de championnat, que les Tigers perdent 15-5 devant les Rangers du Texas pour voir leur saison prendre fin.
En février 2012, Penny signe un contrat d'un an avec une équipe du Japon, les Fukuoka SoftBank Hawks. L'aventure est de courte durée puisqu'il ne fait qu'un départ et est libéré de son contrat après une mauvaise performance. Le 18 mai 2012, il signe un contrat des ligues mineures avec les Giants de San Francisco, pour qui il avait brièvement lancé en 2009. D'abord assigné au club-école de Fresno pour retrouver la forme, il effectue une première sortie en 2012 comme releveur contre Cincinnati le 30 mai. Ses performances sont désastreuses au cours de son bref retour chez les Giants : en 28 manches lancées lors de 22 sorties en relève, sa moyenne de points mérités s'élève à 6,11.
Sans contrat en 2013, Penny tente un retour chez les Royals de Kansas City au printemps 2014. Mais ses performances au camp d'entraînement ne sont pas à la hauteur et il est libéré le 7 mars après s'être blessé à la main en donnant un coup de poing dans un mur.
Le 17 juin 2014, il signe un contrat avec les Marlins de Miami, son premier club. Le 9 août suivant, il joue son premier match depuis le 28 juin 2004 avec cette équipe et remporte la victoire sur les Reds de Cincinnati. Il effectue 4 départs et ajoute 4 présences en relève pour les Marlins mais accorde 19 points mérités en 26 manches, pour une moyenne de 6,58.
Il signe un contrat des ligues mineures avec les White Sox de Chicago le 22 janvier 2015. Il passe la saison 2015 avec les Knights de Charlotte, club-école des White Sox.
Le 18 décembre 2015, il signe un contrat des ligues mineures avec les Blue Jays de Toronto. Penny annonce sa retraite le 18 mars 2016. En 349 matchs joués, dont 319 comme lanceur partant, sur 14 saisons, Brad Penny compte 121 victoires contre 101 défaites, avec 4 matchs complets dont deux blanchissages. Sa moyenne de points mérités se chiffre à 4,29 en 1 925 manches lancées. Il a réussi 1 273 retraits sur des prises.

## Statistiques
| Saison | Équipe        | G   | GS  | CG | SHO | V   | D  | SV | IP     | SO   | ERA  |
| ------ | ------------- | --- | --- | -- | --- | --- | -- | -- | ------ | ---- | ---- |
| 2000   | Floride       | 23  | 22  | 0  | 0   | 8   | 7  | 0  | 119.2  | 80   | 4,81 |
| 2001   | Floride       | 31  | 31  | 1  | 1   | 10  | 10 | 0  | 205.0  | 154  | 3,69 |
| 2002   | Floride       | 24  | 24  | 1  | 1   | 8   | 7  | 0  | 129.1  | 93   | 4,66 |
| 2003   | Floride       | 32  | 32  | 0  | 0   | 14  | 10 | 0  | 196.1  | 138  | 4,13 |
| 2004   | Floride       | 21  | 21  | 0  | 0   | 8   | 8  | 0  | 131.1  | 105  | 3,15 |
| 2004   | LA Dodgers    | 3   | 3   | 0  | 0   | 1   | 2  | 0  | 11.2   | 6    | 3,09 |
| 2005   | LA Dodgers    | 29  | 29  | 1  | 0   | 7   | 9  | 0  | 175.1  | 122  | 3,90 |
| 2006   | LA Dodgers    | 34  | 33  | 0  | 0   | 16  | 9  | 0  | 189.0  | 148  | 4,33 |
| 2007   | LA Dodgers    | 33  | 33  | 0  | 0   | 16  | 4  | 0  | 208.0  | 135  | 3,03 |
| 2008   | LA Dodgers    | 19  | 17  | 0  | 0   | 6   | 9  | 0  | 94.2   | 51   | 6,27 |
| 2009   | Boston        | 24  | 24  | 0  | 0   | 7   | 8  | 0  | 131.2  | 89   | 5,61 |
| 2009   | San Francisco | 6   | 6   | 1  | 0   | 4   | 1  | 0  | 41.2   | 20   | 2,59 |
| 2010   | Saint-Louis   | 9   | 9   | 0  | 0   | 3   | 4  | 0  | 55.2   | 35   | 3,23 |
| Totaux | Totaux        | 288 | 284 | 4  | 2   | 108 | 88 | 0  | 1689.1 | 1176 | 4,11 |

| Saison | Équipe     | G | GS | CG | SHO | V | D | SV | IP   | SO | ERA   |
| ------ | ---------- | - | -- | -- | --- | - | - | -- | ---- | -- | ----- |
| 2003   | Floride    | 7 | 4  | 0  | 0   | 3 | 1 | 0  | 22.0 | 13 | 6,14  |
| 2006   | LA Dodgers | 1 | 0  | 0  | 0   | 0 | 1 | 0  | 1.0  | 1  | 18,00 |
| Totaux | Totaux     | 8 | 4  | 0  | 0   | 3 | 2 | 0  | 23.0 | 14 | 6,26  |

Note : G = Matches joués ; GS = Matches comme lanceur partant ; CG = Matches complets ; SHO = Blanchissages ; 
V = Victoires ; D = Défaites ; SV = Sauvetages ; IP = Manches lancées ; SO = Retraits sur des prises ; ERA = Moyenne de points mérités.